# Derrick Marks
Derrick Michael Marks (Chicago, 14 settembre 1993) è un cestista statunitense.

## Carriera
Dopo aver frequentato la Plainfield Central High School nella periferia di Chicago, nel 2011 è entrato a far parte della Boise State University nello stato dell'Idaho. Durante il suo secondo anno, nel 2012-2013, il suo apporto di 16,3 punti a partita ha contribuito a far qualificare l'ateneo al torneo NCAA. Nel corso del suo quarto e ultimo anno, il 2014-2015, ha invece viaggiato a 21,3 punti di media imponendosi anche come secondo miglior tiratore dal campo dell'intera Mountain West Conference con il 49,8%, cifre che hanno aiutato l'istituto a tornare nuovamente al torneo NCAA. È stato inoltre nominato MVP di quell'edizione della Mountain West Conference. Al termine del suo quadriennio universitario, con 1 912 punti totali, occupava il terzo posto nella classifica marcatori all-time della Boise State University, a 32 punti di distanza dal leader di sempre Tanoka Beard.
Il primo ingaggio all'infuori degli Stati Uniti lo ha firmato nel luglio 2015 con il Derthona Basket, squadra della città di Tortona che all'epoca militava in Serie A2. Grazie anche ai suoi 13,7 punti di media, poi saliti a 18,5 nelle dieci gare dei play-off, la squadra bianconera ha chiuso al terzo posto in classifica il proprio girone Ovest, terminando la propria corsa solo ai quarti di finale persi 3-2 contro la Pallacanestro Brescia poi promossa.
È rimasto nella Serie A2 italiana anche l'anno seguente con l'ingaggio da parte del Basket Ravenna, club che proprio quell'anno ha centrato uno dei risultati più alti della propria storia con il quarto posto nel girone Est e il raggiungimento delle semifinali play-off perse contro la Virtus Bologna. A livello personale, in 30 partite di regular season Marks ha realizzato 16,8 punti, mentre ai play-off è stato condizionato da un colpo ricevuto in gara 2 degli ottavi di finale contro la Virtus Roma che gli ha causato una contrattura al retto femorale.
Nel 2017-2018 ha iniziato la stagione con gli Erie BayHawks in G League, la lega di sviluppo della NBA, ma il 31 gennaio 2018 è stato annunciato dai Crailsheim Merlins della seconda serie tedesca i quali poi hanno conquistato la promozione nella successiva Basketball-Bundesliga.
Nel luglio 2018 ha firmato un contratto annuale con il Manisa, con cui ha fatto registrare 18,9 punti, 4,0 rimbalzi e 4,2 assist di media nella seconda serie turca.
L'annata 2019-2020 lo ha visto tornare nella Serie A2 italiana con l'approdo al Basket Torino, società di nuova formazione guidata in panchina da Demis Cavina che già era stato allenatore di Marks ai tempi di Tortona. Il club piemontese occupava il primo posto in classifica del girone Ovest quando, nel marzo 2020, il campionato è stato sospeso per via della pandemia di COVID-19. Marks, fino a quel momento, ha prodotto 15,2 punti a partita con il 55% al tiro da due e il 40% da tre.
Ha cominciato il campionato 2020-2021 al Pistoia Basket nuovamente in Serie A2. Dopo aver disputato tre partite di Supercoppa a 23,7 punti di media, in campionato ha giocato solamente una partita a causa di un problema al polpaccio che lo ha portato ad essere tagliato a dicembre in favore di Tre'Shaun Fletcher.
Il 28 agosto 2021 è stato ufficializzato il suo passaggio al Balkan Botevgrad, squadra con cui a fine stagione si è laureato campione di Bulgaria.
Nel corso dell'estate 2022 Marks è stato riportato in Italia dalla Benedetto XIV Cento. Nelle prime due fasi della Serie A2 ha segnato 17,9 punti di media (quarto miglior marcatore del girone rosso), mentre in quattro gare dei play-off ha realizzato in media 19,6 punti.
Ingaggiato da Rinascita Basket Rimini per la stagione 2023-2024, ha cominciato la sua sesta stagione nella Serie A2 italiana. In 32 presenze tra girone rosso (di cui è stato terzo miglior realizzatore) e fase a orologio ha viaggiato a 17,7 punti di media, contribuendo al raggiungimento dei play-off.
Non confermato da Rimini per la stagione seguente, Marks è rimasto nuovamente nel campionato italiano di Serie A2 con l'ingaggio biennale annunciato nel giugno 2024 da parte della UEB Gesteco Cividale. In gialloblù ha giocato sedici partite a 11,2 punti di media, poi a dicembre la dirigenza lo ha sostituito con il connazionale Doron Lamb. A seguito di ciò, Marks ha risolto il contratto di due anni con i friulani e si è accasato nella stessa categoria all'U.C.C. Assigeco Piacenza, formazione che in quel momento occupava l'ultimo posto in classifica dopo diciassette giornate.

## Palmarès
- Campionato bulgaro: 1

Balkan Botevgrad: 2021-22